# Uguali e diversi
Uguali e diversi è il quinto album del cantautore italiano Gianluca Grignani, pubblicato nel 2002.
L'album, forte del brano sanremese Lacrime dalla luna, entra direttamente in prima posizione, dove rimane anche la settimana seguente. È la prima volta che un album di Gianluca Grignani raggiunge la vetta della classifica italiana. Uguali e diversi rimane per 11 settimane nella top 20 album FIMI e sarà uno degli album di maggior successo del cantante milanese.

## Tracce
1. Lady Miami - 4:08
2. Lacrime dalla Luna - 3:58
3. Uguali e diversi - 4:36
4. L'aiuola - 3:31
5. L'estate - 4:19
6. Regina delle farfalle - 3:54
7. Angeli di città - 4:05
8. Trattieni il respiro - 5:01
9. Emozioni nuove - 4:22
10. Magica - 3:36
11. Alex - 5:38

## Formazione
- Gianluca Grignani - voce, chitarra acustica, chitarra elettrica
- Cesare Chiodo - basso
- Alfredo Golino - batteria
- Fabio Massimo Colasanti - mandolino, programmazione, chitarra
- Pippo Guarnera - organo Hammond
- Rosario Jermano - percussioni
- Adriano Pennino - pianoforte, tastiera
- Alberto Radius - chitarra elettrica
- Fabio Treves - armonica a bocca
- Gisella Cozzo, Moreno Ferrara, Silvio Pozzoli - cori

## Classifiche
| Classifica (2002) | Posizione massima |
| ----------------- | ----------------- |
| Italia            | 1                 |
| Svizzera          | 45                |